# João Albasini
João Albasini (Lissabon, 1 mei 1813 - Goedewensch, Schoemansdal, 10 juli 1888) was een Transvaals handelaar, jager, diplomaat, superintendent en stamhoofd van Italiaans-Spaanse afkomst. Hij vestigde zich oorspronkelijk als handelaar in Portugees-Oost-Afrika, kwam in contact met de Voortrekkers en werd een invloedrijk persoon in Zoutpansberg. Hier werd hij de beschermheer van een grote groep inheemse Afrikanen, bij wie hij bekendstond als Juwawa.

## Biografie

### In Lourenço Marques
Albasini werd geboren op een schip aan de haven van Lissabon, de stad waarin hij opgroeide. Hij was de zoon van een Italiaanse scheepskapitein en een Spaanse moeder. Op 19-jarige leeftijd vergezelde hij zijn vader en broer op een handelsreis naar de handelspost Lourenço Marques in Portugees-Oost-Afrika, waar hij werd achtergelaten om de handelspost te beheren.
In oktober 1833 werd Lourenço Marques aangevallen en geplunderd door de Shangaan onder leiding van koning Soshangane. Albasini was de enige kolonist die de aanval overleefde en werd gevangengenomen, maar wist een half jaar later te ontsnappen. Terug in Lourenço Marques werd hij jager en ivoorhandelaar. Hij knoopte handelsbetrekkingen aan met de Voortrekkers, die hij van levensmiddelen verzocht.

### In het laagveld
In 1840 trok hij met zijn inheemse volgelingen het laagveld in op zoek naar nieuwe jachtvelden. Hij werd gerespecteerd door de inheemse stammen, die zijn voornaam verbasterden tot "Juwawa". In 1845 kocht hij voor 22 stuks vee land van het stamhoofd Magashula en stichtte hij een handelspost bij Magashulaskraal, de eerste Europese vestiging in het tegenwoordige Krugerpark. Met handelswaren uit Lourenço Marques bedreef hij handel met de Boeren en de inheemse stammen. De ruïnes van de handelspost zijn tegenwoordig te bezichtigen in het Krugerpark.
In 1847 kocht Albasini de boerderij Rustplaats nabij Ohrigstad en opende hij een winkel. In 1850 trouwde hij te Lydenburg met de 18-jarige Gertina Maria Petronella Janse van Rensburg, de nicht van de Voortrekkersleider Hans van Rensburg, hoewel ze van taal en religie verschilden. Samen kregen ze drie zonen en zes dochters.

### In Zoutpansberg
Na de malaria-epidemie van Ohrigstad in 1853 verhuisde Albasini naar de boerderij Goedewensch nabij Schoemansdal, waar hij een nieuwe winkel opende. Schoemansdal was toentertijd een wetteloos gehucht waar de Boeren op gespannen voet leefden met de inheemse Venda. Ter bescherming liet hij rondom zijn huis een muur met schietgaten bouwen. Dit fort genaamd Die Skans werd een toevluchtsoord voor inheemse vluchtelingen, die Albasini als hun stamhoofd vereerden. Zijn invloed over de inheemse bevolking was uiteindelijk zo groot dat hij het bevel over 2.000 krijgers had. Daarnaast zette Albasini zich in voor goede betrekkingen tussen de Boeren en de Portugezen. In 1858 werd hij aangesteld tot Portugees consul in Transvaal en een jaar later tot superintendent van inheemse zaken, terwijl Die Skans als gasthuis van reizigers, jagers en staatsmannen diende.
In 1867 werd Schoemansdal ontruimd vanwege een aanval van de Venda. Albasini weigerde zijn boerderij te verlaten en kreeg gezelschap van enkele gezinnen die niet genoeg wagens hadden om te trekken. Hij verklaarde de oorlog aan de Venda, maar de val van Schoemansdal en de ineenstorting van de ivoorhandel hadden hem geruïneerd en hij beschikte niet over de benodigde oorlogsmiddelen. Niet veel later werd Albasini vanwege wangedrag ontheven uit zijn positie van superintendent en trad hij enkele jaren later onder druk van de regering af als consul.
Toen de Transvaalkolonie in 1879 oorlog voerde met de Marota onder leiding van koning Sekhukhune rekruteerde Albasini zwarte krijgers voor Transvaal en werd hij een vertrouweling van administrator Sir Theophilus Shepstone.

### Dood
Op 74-jarige leeftijd werd Albasini getroffen door een ernstige beroerte, waardoor hij zijn laatste levensjaren in bed moest doorbrengen. In 1888 overleed hij in armoede en werd hij begraven op zijn boerderij Goedewensch. Nabij Goedewensch is de Albasinidam naar hem vernoemd.